# Baetica ustulata
Baetica ustulata is een rechtvleugelig insect uit de familie sabelsprinkhanen (Tettigoniidae). De wetenschappelijke naam van deze soort is voor het eerst geldig gepubliceerd in 1838 door Rambur.
1. ↑  (en) Baetica ustulata op de IUCN Red List of Threatened Species.